# Juan Griego
Juan Griego es una ciudad neoespartana, ubicada en la bahía noreste de la Isla de Margarita, puerto más septentrional de Venezuela y capital del Municipio Marcano en Nueva Esparta. En 2011, Juan Griego registró una población de 20 421 habitantes aproximadamente.

## Historia

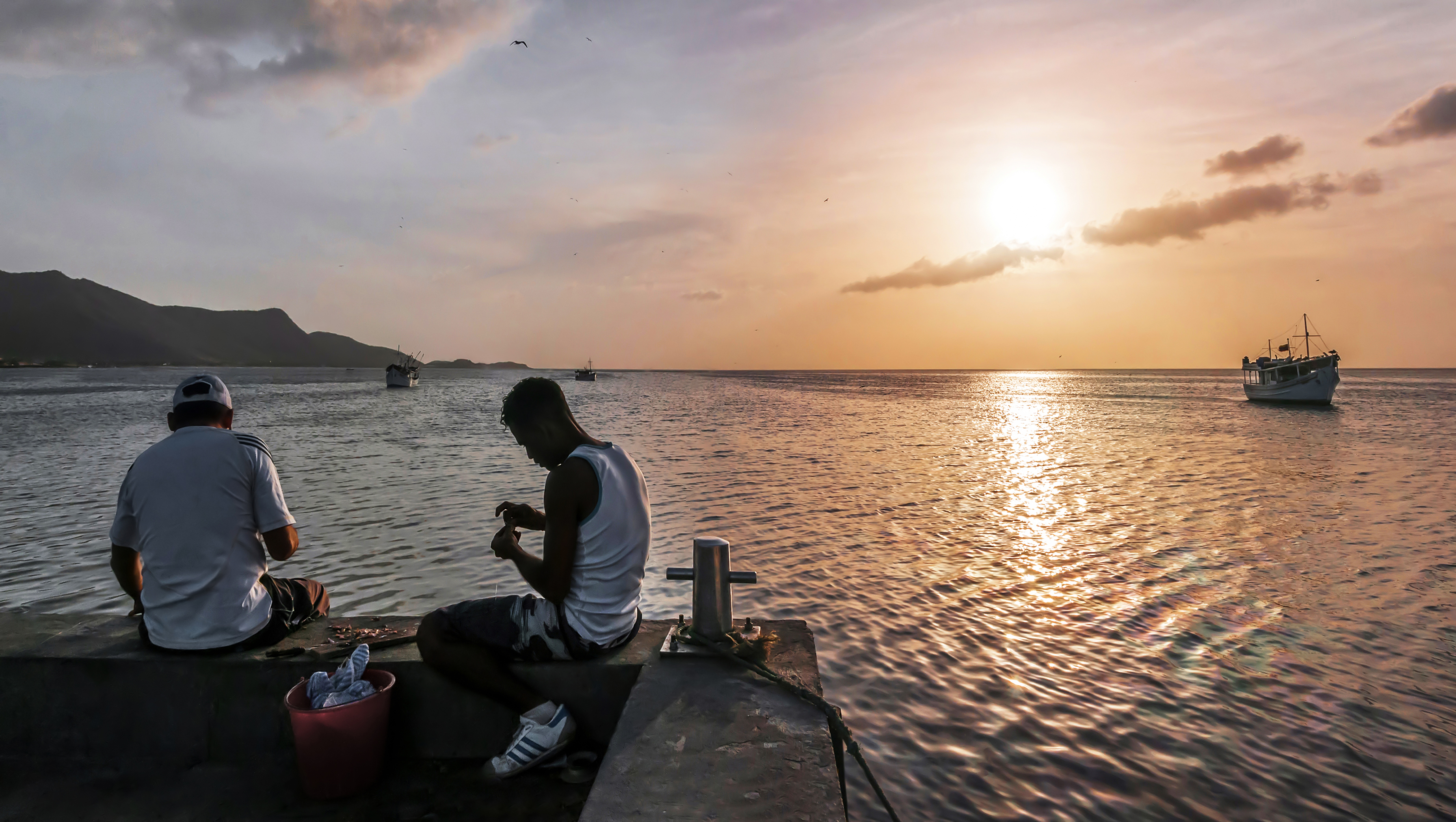
Atadecer en la Bahía de Juan Griego

Aunque no se han hallado registros precisos de la fecha de su fundación, se conjetura que la ciudad tomó su nombre de Juan Griego, capitán de barcos español, natural de Sevilla, quien alrededor de 1545 se encontraba en Margarita, y fue uno de los primeros residentes de la isla.
Juan el Griego, nacido en Sevilla a principios del siglo XVI, hijo de Alfonso e Inés, era navegante y cruzó el océano para "hacer la América". En Margarita, se dedicó al próspero negocio de transportar Indígenas cautivos desde la península de Macanao (parte occidental de la isla) hasta Santo Domingo. Este hombre es citado en un juicio de residencia realizado en 1545, por lo que los investigadores suponen que ya en ese año existía el pueblo. Al morir Griego, como ha sucedido con otras poblaciones de Margarita, el resto de los habitantes del pueblo, probablemente por ser él el ciudadano más prominente del lugar, comenzaron a llamarlo por el nombre de su fundador.
En textos fechados en 1593, el procurador de la isla al servicio de la Corona española menciona el puerto de Juan Griego.
La ciudad comenzó a cobrar importancia en 1811, primer año de la guerra de Independencia de Venezuela, cuando fue habilitada como puerto y la Junta Provincial de Margarita inició la construcción de una batería para protegerlo militarmente. Dicha batería recibió el nombre de Libertad en lo alto de una colina, avistando a la Bahía de La Galera y el poblado de Juan Griego. El fuerte fue convertido en cuartel militar por el general realista Pablo Morillo al invadir la isla en 1815.
Juan Griego fue testigo de la gran batalla librada el 16 de noviembre de 1815 por los patriotas liderados del General Juan Bautista Arismendi que derrotan a los realistas al mando del General Joaquin Urreiztieta.
Por este puerto entró en Venezuela el Libertador Simón Bolívar de regreso de Haití, en mayo de 1816.
El general Morillo después de pacificar la Nueva Granada invade nuevamente la isla de Margarita y toma Juan Griego. 
La Batalla de Juan Griego que concluyó con la voladura del fuerte Libertad y el degüello de sus defensores en la Laguna de los Mártires el 8 de agosto de 1817, marca el inicio de la recuperación del territorio por el ejército independentista, el pequeño pueblo colonial comenzó a levantarse de las ruinas en que lo había dejado el ejército del general realista Pablo Morillo. Estos hechos son narrados por el grupo español El Jardín de María en su canción "La Bahía de Juan Griego".
La importancia del puerto para el abastecimiento de la isla era tal, que en algún momento la estrategia de Morillo para someter a los patriotas había consistido en aislar a la ciudad de la capital, La Asunción, y el resto de las poblaciones de la isla para cortar el suministro de bienes que llegaban por Juan Griego.
En 1819, el Congreso de Angostura estableció allí la Corte de Almirantazgo, que contribuyó mucho a su recuperación. En 1830, año en que Venezuela se separó de la Gran Colombia, se creó una aduana marítima y su puerto adquirió prestigio nacional. 
En 1844, se creó la Parroquia San Juan Evangelista. Su iglesia de estilo gótico, construida en 1850 por iniciativa de Fray Nicolás de Igualdad, es hoy, junto con la bahía, símbolo de la ciudad.
El 17 de julio de 1874 el gobierno nacional decidió trasladar a Pampatar la Aduana Marítima de Juangriego. Por medio de este Decreto quedó habilitado el Puerto de Pampatar para la importación de sólo su consumo y para exportación y cerrado el de Juangriego.
En 1904, el gobierno de Cipriano Castro mudó la aduana a Pampatar, en el sur de la isla, con lo cual la actividad comercial de Juan Griego sufrió un fuerte descenso. Además, en la década de los años 20 del siglo XX, debido al auge de la explotación petrolera en el estado Zulia, en el oeste venezolano, una nutrida ola de margariteños, especialmente de Juan Griego, abandonó la isla en busca de trabajo para dirigirse a las poblaciones de la costa, desde Maracaibo, en el estado Zulia, hasta Tucupita, en el Estado Delta Amacuro.
A pesar de los cambios y desafíos del siglo xx, la actividad cultural continuó floreciendo en la pequeña ciudad de Juan Griego. En 1932, un grupo de jóvenes entusiastas fundó la Sociedad Benefactora de Juan Griego, que durante muchos años fue un espacio vital para la expresión artística. Allí se presentaron obras de teatro, recitales de poesía, conciertos y otras manifestaciones culturales que marcaron la vida intelectual de la ciudad. También surgieron en ese período numerosas iniciativas periodísticas, reflejo del dinamismo social y del interés por la comunicación y el pensamiento crítico.
Con la llegada de la democracia consolidada en Venezuela, en 1973, la isla de Margarita fue declarada puerto libre, lo que transformó su economía y su proyección nacional. En ese contexto, Juan Griego recuperó rápidamente su posición como la segunda ciudad más importante de la isla, tanto en términos de actividad comercial como de población, solo superada por Porlamar, ubicada en la costa sur.
Un factor clave en este renacer económico fue la llegada de inversionistas de origen árabe, quienes se establecieron en la ciudad desde esa época. Su presencia dio un nuevo impulso al comercio local y contribuyó al crecimiento económico no solo de Juan Griego, sino también del resto del estado Nueva Esparta.

## Economía
La principal actividad de la localidad es el turismo, en donde el valor histórico y cultural juegan un valor importante. El Bulevard Brión, Calle El Sol, El muelle, fortín de la Galera y el atardecer en la bahía son lugares frecuentemente visitados por los viajeros. Adicionalmente, en sus calles principales se encuentran variados comercios con productos importados a precios más bajos debido al Puerto Libre, la actividad gastronómica local se ha visto en auge en los restaurantes cercanos a los puntos turísticos.

## Cultura
Chelías Villarroel nació el 16 de febrero de 1924, es cantautor y poeta, a compuesto más de 300 canciones, Patrimonio Cultural Viviente de Nueva Esparta y de Venezuela, fue condecorado con la Orden “Honor al Mérito Alberto Valderrama Patiño”,su vivienda se localiza en el sector Las Salinas de la ciudad. Para el 2024, celebró 100 años de vida.